# 博伊卡山
44°33′12″N 34°00′2″E / 44.55333°N 34.00056°E
博伊卡山（烏克蘭語：Бойка）是烏克蘭的山峰，位於克里米亞共和國，處於基輔以南約700公里，海拔高度1,174米，受亞熱帶潮濕氣候影響，每年平均降雨量579毫米。